# Who's That Girl (cântec de Madonna)
Who's That Girl este primul single de pe coloana sonoră a filmului Who's That Girl, lansat pe 30 iunie 1987. A fost inclus pe EP-ul The Holiday Collection, care a fost lansat pentru a acompania The Immaculate Collection, deoarece nu fusese inclus pe acesta din urmă.

## Recepția

### Performanța în topuri
Discul single s-a clasat pe locul 1 în Billboard Hot 100, devenind al șaselea ei cântec ce atinge această poziție, Madonna devenind astfel prima solistă solo ce a reușit această performanță.
Discul single este al șaptelea cel mai bine vândut single al Madonnei în Franța, înregistrând peste 417.000 de exemplare vândute.

### Certificate
| Țara   | Certificat |
| ------ | ---------- |
| Franța | Aur        |